# Barbatana extera
Barbatana extera är en insektsart som beskrevs av Freytag 1989. Barbatana extera ingår i släktet Barbatana och familjen dvärgstritar. Inga underarter finns listade i Catalogue of Life.